# クラッシュギア
クラッシュギア (CRUSH GEAR) は、バンダイから2001年10月27日に発売された子供向けの勝負玩具。モーター付きのプラ組み立てキットという作りになっている。
玩具を原作として漫画、テレビアニメーション、映画も作られた。2010年7月17日にはSDガンダム三国伝 騎馬ブレイカーとして同コンセプトの玩具が発売された。2021年には、「SMP[SHOKUGAN MODELING PROJECT]」の一環としてより精巧なモデルの新規造形版が発売された。

## 概要
チャリオットを原型としたクラッシュギアと呼ばれるマシンを互いにコロシアムに放り込んで戦わせて遊ぶ。クラッシュギアは「ボディー」「シャーシ」「フロントウェポン」「リアパーツ（ウェポン）」「ホイール」で構成される。フロントウェポンとリアウェポンはマシンの駆動と連動して動くようになっている。これらの部品は他のマシンの部品や別売りのカスタマイズパーツと換装が可能で、自分だけのマシンを組み上げることができる。
マシンはコロシアムや相手のマシンによる反動により内部の駆動機構が変化し、直線移動と回転運動がスイッチできるようになっており、これにより直線移動による突き・すくいあげ攻撃と回転による弾き飛ばしという2種類の攻撃を持つようになっている。

## 遊び方
1. ボディなどがセットされているか確認する。
2. 「セットアップ!」の掛け声とともにクラッシュギアの電源スイッチを入れる。
3. 「ゴー!」の掛け声とともにクラッシュギアをスタジアムに素早く置く。
4. 相手ギアを場外に飛ばすか、走行不能にするまで戦わせる。

## 機能
初期シャーシ
クラッシュギアが誕生した最初期のシャーシ。
VTシャーシ
ギアの電池BOXを前後に移動させ、重心を変えることにより、回転力やダッシュ力を変更できるシャーシ。
初期シャーシでは実現されていなかったリアウェポンの搭載が可能となった。
MVTシャーシ
VTシャーシを基に誕生したシャーシ。電池BOXを手動でスライドできるようになった。オールラウンドのNタイプ、ダッシュ重視で電池BOXの重心移動ができない代わりに軽量・低重心のDタイプ、スピン重視で前後のホイールの大きさが異なってもシャーシと地面を平行に保てるSタイプの3種類がある。
ZVTシャーシ
MVTシャーシを基に誕生したシャーシ。MVTシャーシより電池BOXのスライドが5mm長く移動できるようになったシャーシ。『クラッシュギアNitro』の商品シリーズから登場。
I.O.D
ギアの底辺部から突出させたアームを軸に急回転する。左に回転するレフトユニット、右に回転するライトユニット、急停止をするダブルユニットの3つがある。

## ワークススタッフオリジナルギア
元々アニメに登場したギアのホビー化が主流のクラッシュギアであったが、ホビーとしてギアファイトを楽しむことだけを考えて開発されたクラッシュギアシリーズ。

## メディアミックス

### アニメ
発売に先駆けて2001年10月7日より宣伝用テレビアニメーション『激闘!クラッシュギアTURBO』が放送され、2002年の夏には映画化も果たし、2003年1月26日まで続いた。その後2003年2月より続編の『クラッシュギアNitro』が1年間放送された。アニメ放送と共に人気は盛り上がり、玩具も何十万個という売上を記録。アニメ放送も延長されたが『Nitro』の中盤になる頃には人気もやや沈静化し在庫が目立つようになりアニメが放送終了を迎えると人気は急激に衰退し終焉を迎えた。

### 漫画
発売前から講談社の『コミックボンボン』で特集記事が組まれ、クラッシュギアを題材にした漫画も連載されていた。
激闘!クラッシュギアTURBO
同名のアニメのコミカライズ。作者は松本久志。
2001年10月号から2003年1月号まで掲載。単行本は全4巻。
クラッシュギアNitro
作者は松本久志。前作同様に同時期に放送されていたアニメのコミカライズ作品だが、ほぼオリジナルの展開となっている。
2003年の2月号から2004年の3月号まで掲載。単行本は全3巻。
ギアマスターKEN²（ケン＆けん）
作者は北崎ひろき。2002年7月号にて読み切り漫画として掲載の後、同年9月号より連載化された。
ホビーのカスタマイズ例や遊び方をコメディタッチに描いた内容で、クラッシュメェンKENがメインキャラクターとして登場している。
2003年3月号からはタイトルを『エキスパートファイターKEN²』に改め、2004年1月号まで掲載された。単行本化はされていない。

## クラッシュメェン
実際のクラッシュギアを先導するスタッフ。大会の進行や商品の説明などを行う。
主なメンバーはKEN（ケン）、YOU（ユウ）、KOH（コウ）の3人でそれぞれ赤・青・黄色の専用ユニフォームを着用している。3人の中ではKENがリーダーを務め、漫画『ギアマスターKEN²』では主役の一人として登場しているほか、後に同玩具をゲーム化した『激闘!クラッシュギアTURBO』において客演。『コミックボンボン』の読者公募で誕生したギア「ギアスザク」を携えてアニメキャラクターとの競演を果たした。VSモードでは彼もプレイヤーキャラクターとして使用できる。
なお、審判のことはジャッジメェンと呼び、クラッシュメェンのライバルとして黒いスーツにサングラス姿のブラックメェンなる人物も登場した。

## ブレイク轟牙
『ブレイク轟牙』（ブレイクゴウガ　BreakGo!Ga!）は、2018年にバンダイから発売されたアタック玩具。事実上クラッシュギアの後継玩具であり、『月刊コロコロコミック』や『おはスタ』でタイアップされたが、クラッシュギアほどのヒットには恵まれず短命に終わった。クラッシュギアにおけるシャーシに代わるパーツとしてモーターがあり、バトル中に電源スイッチが切れて敗北するルール「モーターブレイク」が導入された。
- サイクロンホーク
- スラッシュパンツァー
- トルネードファング
- ブレイブホーン
- ローリングタイラント
- アサルトファルコン